# Vidouze
Vidouze település Franciaországban, Hautes-Pyrénées megyében. Lakosainak száma 230 fő (2022. január 1.). Vidouze Moncaup, Bassillon-Vauzé, Bentayou-Sérée, Castéra-Loubix, Labatut-Figuières, Luc-Armau, Monségur és Lahitte-Toupière községekkel határos.

## Népesség
A település népessége az elmúlt években az alábbi módon változott:
| Lakosok száma | 252  | 244  | 240  | 247  | 241  | 241  | 243  | 242  | 236  | 230  |
|               | 2010 | 2013 | 2015 | 2016 | 2017 | 2018 | 2019 | 2020 | 2021 | 2022 |